# Правителство на Народна република Македония (4)
Четвъртото правителство на Социалистическа република Македония е формирано на 7 януари 1951 година. Мандатът му продължава около две години, до 3 февруари 1953 г. Първоначалният състав на правителството е следният:
- Лазар Колишевски – председател
- Борко Темелковски – заместник-председател и председател на Стопанския съвет и Плановата комисия
- Никола Минчев – втори заместник-председател и председател на Съвета за законодателство и изграждане на народната власт и Съвета за търговия със стоки
- Цветко Узуновски – министър на вътрешните работи
- Наум Наумовски – министър – председател на Съвета за земеделие и гори
- Благой Попов – министър – председател на Съвета за енергетика, преработвателна и добивна индустрия
- Кемал Сейфула – министър – председател на Съвета за комунални работи и местна промишлиност
- Вера Ацева – министър – председател на Съвета за народно здраве и социални грижи
- Кръсте Цървенковски – министър на просветата, културата и науката
- Христо Баялцалиев – министър на търговията и снабдяването
- Перо Менков – министър на държавните поръчки
- Аспарух Каневче – министър на земеделието и горите
- Боге Кузмановски – министър на строежите
- Божидар Джамбаз – министър на финансите
- Джафер Кодра – министър на труда
- Благой Левков – министър на правосъдието
- Благоя Талески – министър – председател на комисията за държавен контрол
- Методи Митевски – генерален секретар на правителството

## Промени от 18 април 1951
Структурата на правителството се реорганизира като в него влизат Председателство, министерства на вътрешните работи, финансите, правосъдието, съвети за законодателство и изграждане на народната власт, просвета, наука и култура, народно здраве и социална политика, стопански съвет, съвет за преработвателна и извличаща индустрия, съвет за строежи и комунални работи, съвет за земеделие и гори, съвет за търговия със стоки.
Отпадат като структура Плановата комисия, министерството на просветата, науката и културата, на строежите, търговията и снабдяването, на държавните поръчки, за земеделие и гори, на труда, комитетите за внос и износ, комунални работи, местна индустрия и занаятчийство, за туризъм и ресторантьорство, водно стопанство.
Освобождават се Кемал Сейфула като Министър-председател на съвета за комунални работи и местна индустрия, Кръсте Цървенковски като министър на просветата, науката и културата, Благой Попов като министър – председател на Съвета за преработвателна индустрия, Боге Кузмановски като министър на строежите, Христо Баялцалиев като министър на търговията и снабдяването, Перо Менков като министър на държавните поръчки, Аспарух Каневче като министър на земеделието и горите, Джафер Кодра като министър на труда, Благоя Левков като министър на правосъдието, Методи Митевски като министър - генерален секретар на правителството и Борко Темелковски само от длъжността председател на Плановата комисия. На тяхно място се назначават:
- Страхил Гигов – министър – председател на Съвета за енергетика и извличаща индустрия
- Кръсте Цървенковски – министър – председател на Съвета за просвета, култура и наука
- Боге Кузмановски – министър – председател на Съвета за строежи и комунални работи
- Джафер Кодра – министър на правосъдието
- Киро Георгиевски – министър – генерален секретар на правителството

## Промени от 15 октомври 1951
На 15 октомври 1951 година се извършват нови промени в правителството: Страхил Гигов е освободен от функцията министър – председател на Съвета за енергетика, преработвателна и извличаща индустрия, Борко Темелковски е освободен от функцията заместник-председател и председател на Стопанския съвет и Плановата комисия, Никола Минчев от функцията на председател на Съвета за търговия със стоки, Божидар Джамбаз от функцията на министър на финансите, Боге Кузмановски от функцията министър – председател на Съвета за строежи и комунални работи и Кръсте Цървенковски от функцията министър – председател на Съвета за просвета, култура и наука. На тяхно място се назначават
- Видое Смилевски – заместник-председател на правителството и председател на Стопанския съвет
- Борко Темелковски – министър-председател на Съвета за комунални работи и местна индустрия
- Никола Минчев – министър на финансите
- Божидар Джамбаз – министър-председател на Съвета за просвета, култура и наука
- Боге Кузмановски – министър-председател на Съвета за търговия със стоки

## Промени от 4 февруари 1952
Докрая на мандата на правителството е извършена още една промяна на 4 февруари 1952 година. Поради заемане на друга длъжност Боге Кузмановски напуска поста министър – председател на Съвета за търговия със стоки. Негово място се заема от Аспарух Каневче.